# Robert Ohlsson (ishockey)
Robert Ohlsson, född 9 december 1974, är en svensk ishockeytränare. 

## Bakgrund
Han växte upp i Haninge, och det var där han började spela hockey. Som senior spelade Ohlsson i bland annat IK Oskarshamn och har kvalat till Svenska hockeyligan med dem. La av karriären som spelare och började fundera på tränarkarriären, valde då att studera coach management i Växjö.

## Hockeytränare
Hans första tränaruppdrag var Djurgården J20 2006-06, och Djurgården J18 2006-07. Därefter gick han vidare till att jobba som assisterande tränare inom svenska juniorlandslag, både U18 och U20. Han arbetade även som spelarutvecklare på Svenska Ishockeyförbundet. 
Under sina tre år i Frölunda Indians var han på nytt assisterande tränare under Roger Rönnberg, precis som åren i juniorlandslaget. 
28 april 2016 blev han ny coach i Djurgården Hockey. Ohlsson är Djurgårdare sedan barnsben och beskrev jobbet som "det finaste coachjobbet i Sverige"

## Klubbar

### Som spelare
- Djurgårdens IF J18, 1993-1994
- Danderyd/Täby 1994-1995
- Haninge HF	 1995-1998
- Hammarby IF 1998-1999
- IK Oskarshamn 1999-2005

### Som tränare
- Djurgården, Junior 2005-2007
- Svenska juniorlandslagen 2007-2013
- Frölunda 2013-2016
- Djurgården 2016 - 2021
- Skellefteå AIK 2021 - 2024 -11-05

## Meriter

### Som tränare
- U20 VM - guld 2012
- U20 VM -silver 2013
- Champions Hockey League Champion 2016
- SM-guld 2016
- SM-guld 2024